# Pau Giera
Pau Giera   (Avinyó, 22 de gener de 1816 - Avinyó, 26 d'abril de 1861) fou un escriptor occità i un dels fundadors del Felibritge.
Giera era el propietari del castell de Fòntsegunha, a Castèunòu de Gadanha, on el 24 de maig de 1854 hi convidà Josèp Romanilha, Frederic Mistral, Teodòr Aubanèu, Joan Brunet, Anfós Tavan i Ansèume Matieu i fundaren el Felibritge.